# Antonia aurata
Antonia aurata är en tvåvingeart som beskrevs av Wray Merrill Bowden 1959. Antonia aurata ingår i släktet Antonia och familjen svävflugor. Inga underarter finns listade i Catalogue of Life.